# Piute Mountains
De Piute Mountains bevinden zich in het zuidoosten van Californië in de Mojavewoestijn. De keten kruist de Interstate 40 en bevindt zich op 2770 voet boven zeeniveau.
De keten bevindt zich ten noordoosten van de Old Woman Mountains, ten zuidwesten van de Piute Range en ten oosten van de Fenner Valley. Daar bevinden zich ook de Bigelow Cholla Garden Wilderness, de Flattop Mountain en de Sacramento Mountains.